# Callicatantops cephalotes
Callicatantops cephalotes är en insektsart som först beskrevs av Bolívar, I. 1889.  Callicatantops cephalotes ingår i släktet Callicatantops och familjen gräshoppor. Inga underarter finns listade i Catalogue of Life.